# Старинные арии и танцы
Старинные арии и танцы, в некоторых переводах ― Старинные лютневые танцы и песни (итал. Antiche arie e danze) ― три оркестровые сюиты итальянского композитора Отторино Респиги, представляющие собой переложения произведений для лютни XVI–XVIII веков. Помимо того, что Респиги был композитором и дирижёром, он также был известным музыковедом. Интерес композитора к старинной итальянской музыке привел его к созданию пьес, основанных на мелодиях эпохи Возрождения и раннего Нового времени.

## Сюита № 1
Сюита № 1 (P 109) была написана в 1917 году. Она основана на лютневых пьесах Симоне Молинаро (1570–1636), Винченцо Галилея (отца Галилео Галилея) и других композиторов, имена которых остались неизвестными.
- Balletto: «Il Conte Orlando» (Симоне Молинаро, 1599)

- Gagliarda (Винченцо Галилей, 1550-е)

- Villanella (неизвестный композитор, конец XVI века)

- Passo mezzo e mascherada (неизвестный композитор, конец XVI века)

Сюита написана для 2 флейт, 2 гобоев, английского рожка, 2 фаготов, 2 валторн in F, трубы in D, арфы, клавесина и струнных.

## Сюита № 2
Сюита № 2 (P 138) была написана в 1923 году. Основана на пьесах для лютни, архилютни и виолы, написанных Фабрицио Карозо, Жаном-Батистом Безаром и Бернардо Джанончелли. Также в сюиту входит одно произведение неизвестного композитора.
- Laura soave: balletto con gagliarda, saltarello e canario (Фабрицио Карозо)

- Danza rustica (Жан-Батист Безар)

- Campanae parisienses (неизвестный композитор) & Aria (приписывается Марену Мерсенну)

- Bergamasca (Бернардо Джанончелли, 1650)

Сюита написана для 3 флейт, 2 гобоев, английского рожка, 2 кларнетов in A/in B♭, 2 фаготов, 3 валторн in D, 2 труб in A/in D, 3 тромбонов, литавр, челесты, клавесина (в 4 руки), арфы и струнных.

## Сюита № 3
Сюита № 3 (P 172) написана в 1931 году. От двух предыдущих сюит она отличается тем, что написана только для струнных и несколько меланхолична по настроению. Примечание композитора в печатной партитуре гласит, что произведение может быть исполнено струнным квартетом. Композиция основана на лютневых пьесах Безара, барочных произведениях для гитары Людовико Ронкалли и пьесах неизвестных композиторов.
- Italiana (неизвестный композитор, конец XVI века)

- Arie di corte (Жан-Батист Безар)

- Siciliana (неизвестный композитор, конец XVI века)

- Passacaglia (Людовико Ронкалли, 1692)

## Аранжировки
Первые две сюиты были переложены Респиги для фортепиано (в 2 и 4 руки). В 2016 году Деннис Янцер аранжировал все три сюиты для органа.